# Hacht-Behecht
El Palau Hacht-Behecht (persa: هشت‌بهشت, Hašt-Behešt, 'els vuit jardins del paradís'), és un palau iranià de l'època de la dinastia safàvida, situat a Esfahan, Iran. Només en resten dos d'aquesta època en aquesta ciutat. Va ser construït per ordre de Sulayman I de Pèrsia, el vuitè shah de l'Imperi safàvida i va funcionar principalment com un pavelló privat. És situat al famós Charbagh Street. També va ser la primera escola moderna a Esfahan que es va anomenar Escola de Sa Majestat (Madrese Homayouni).

## Història
Construït l'any 1669 pel Xa Sulayman I de Pèrsia en un jardí conegut com «el Jardí del Rossinyol» (Bâgh-é bolbol), hui el gestiona l'Organització del Patrimoni Cultural iranià. Es va restaurar a la dècada dels 1970 i es va completar l'any 1977 per l'Institut Italià per al Mitjà i Extrem Orient en nom de NOCHMI.  Tres anys més tard, el projecte acabat va rebre el Premi d'Arquitectura Fundació Aga Khan. L'edifici principal i les grans sales cantoneres estan construïts amb planta octogonal, una planta afavorida pels timúrides que es troba també al Taj-Mahal. Quatre portes donen accés al palau: la del nord té un notable iwan.

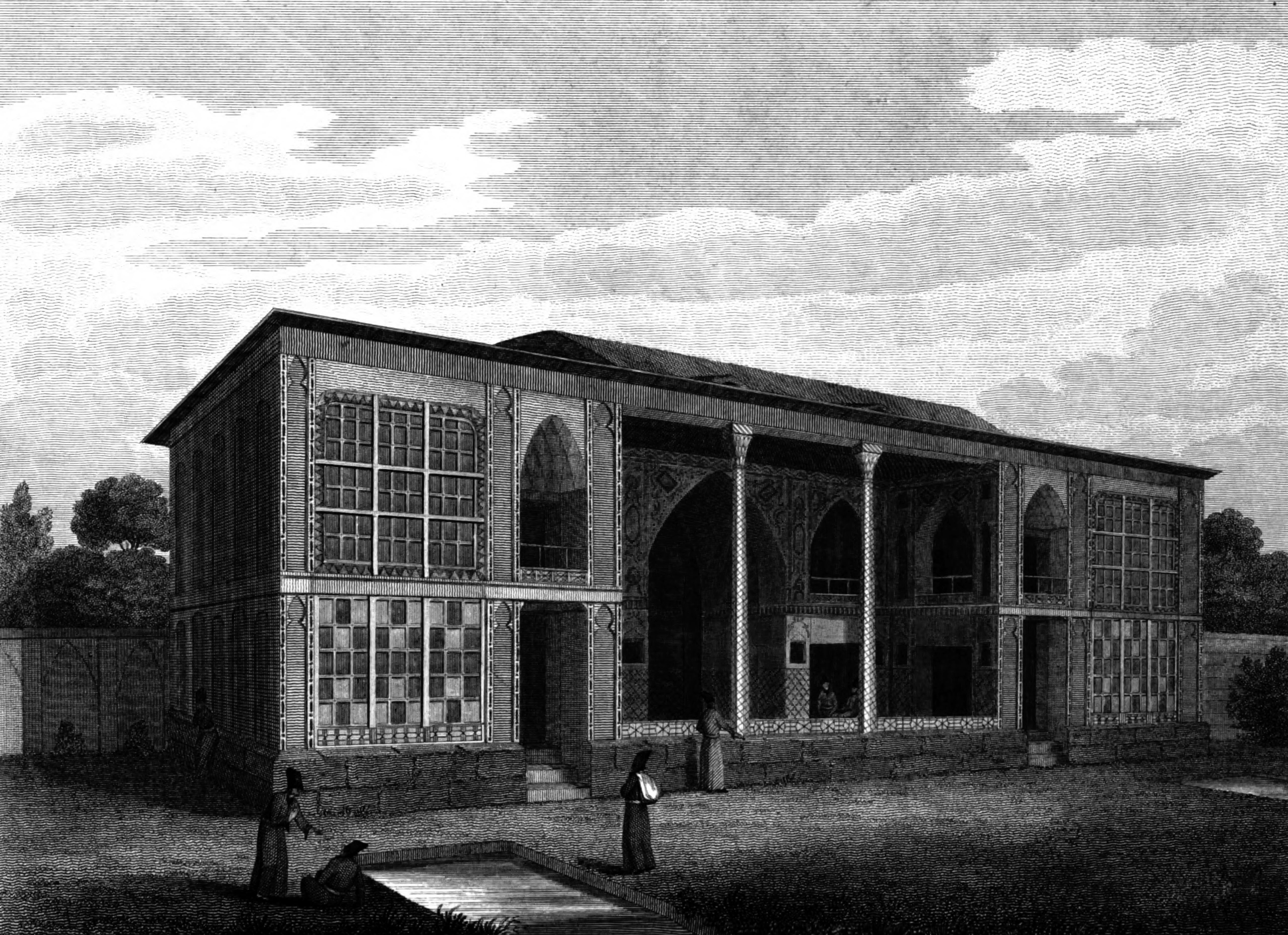
Façana posterior, perspectiva (dibuix de Charles Heath, 1815)
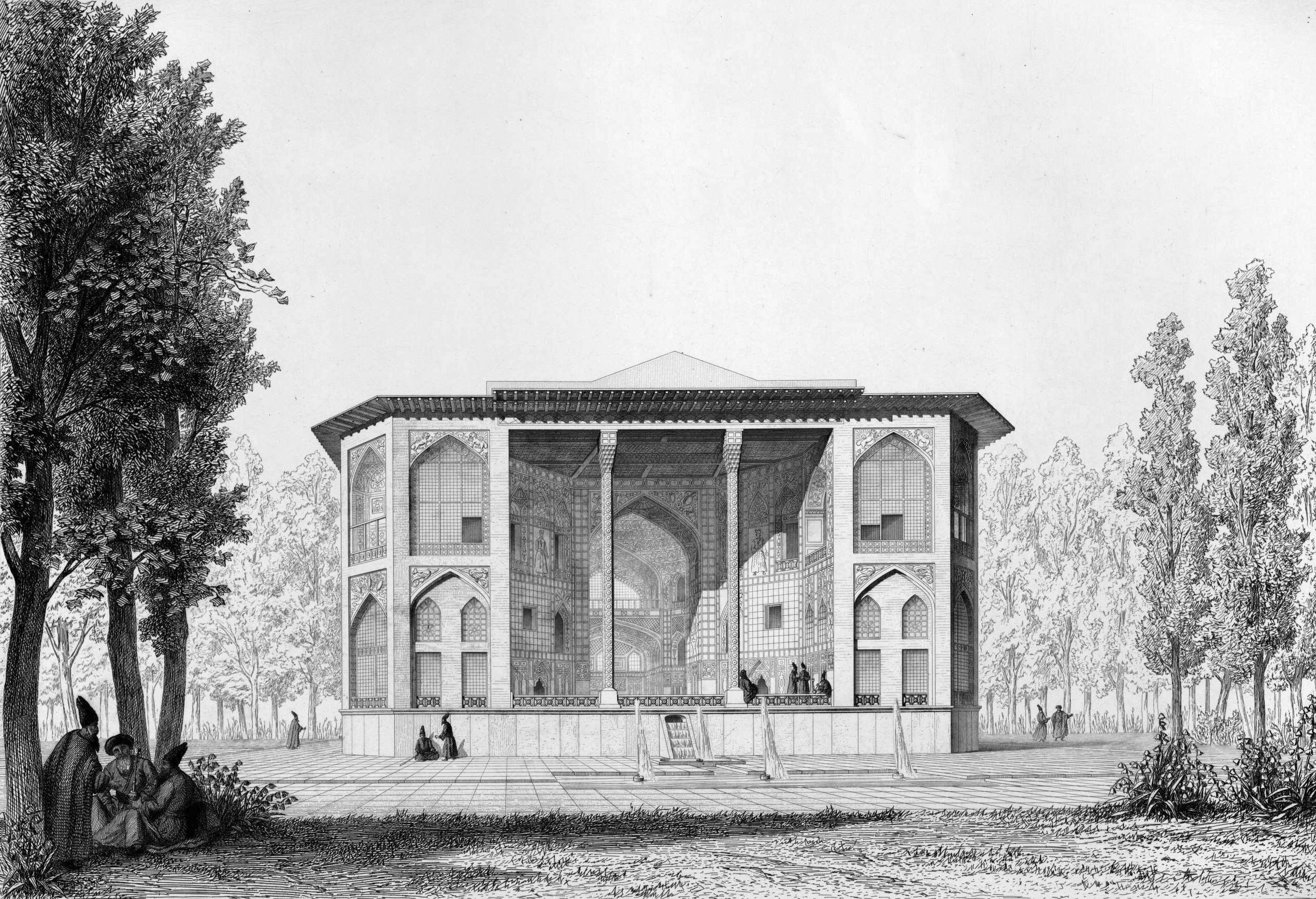
Façana posterior, perspectiva (dibuix de Pascal Coste, 1848)
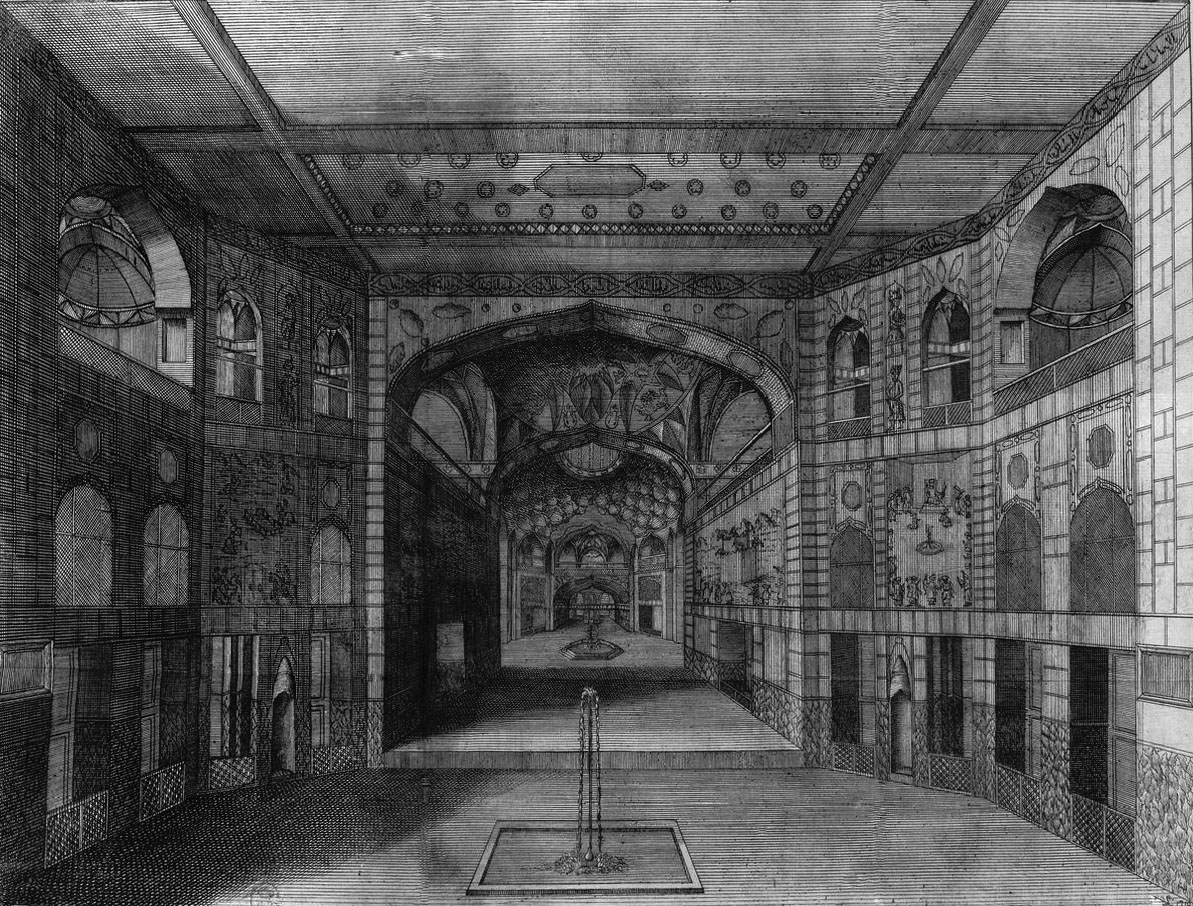
Interior del palau (dibuix de Jean Chardin, 1670)
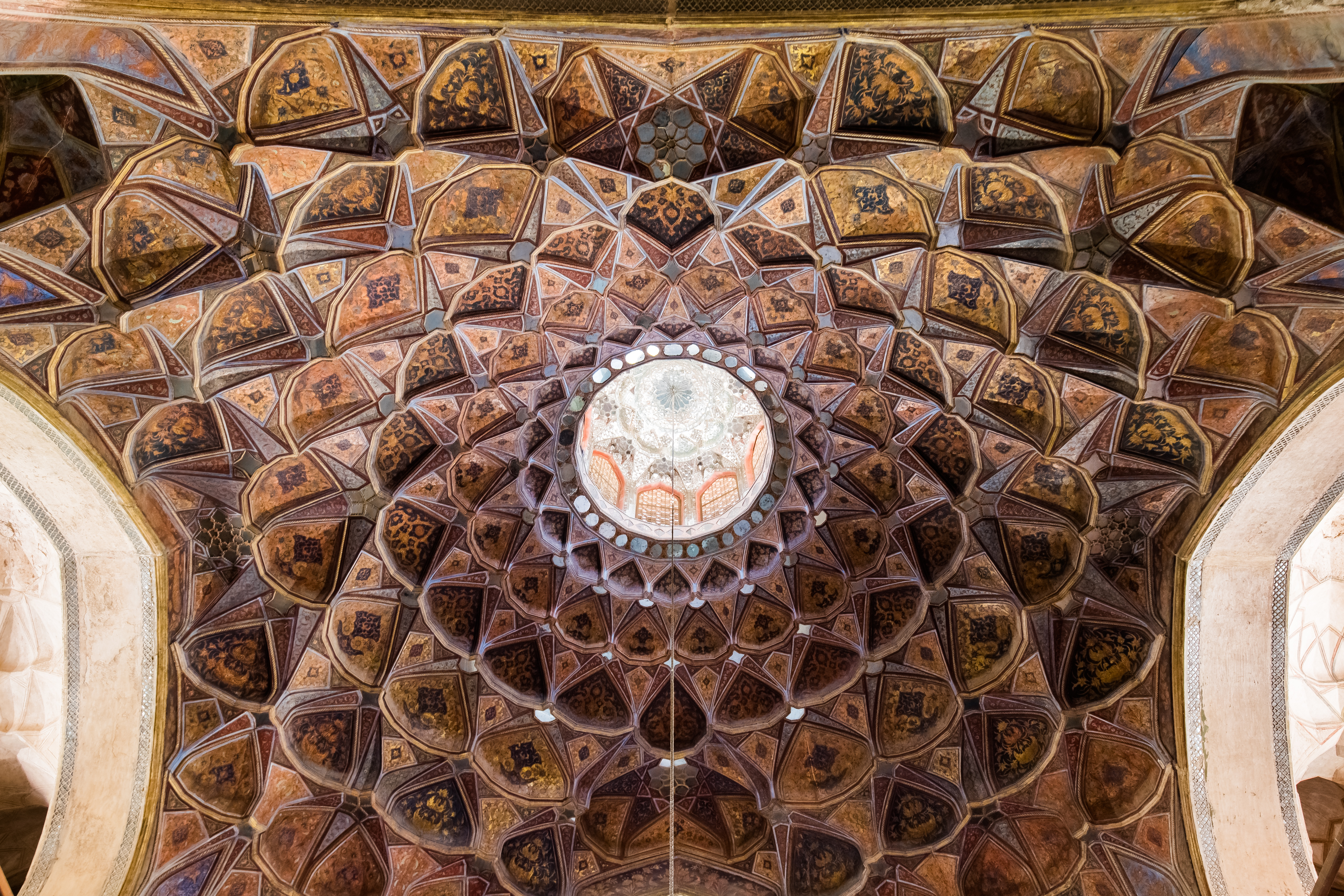
Cúpula encaixada i òcul
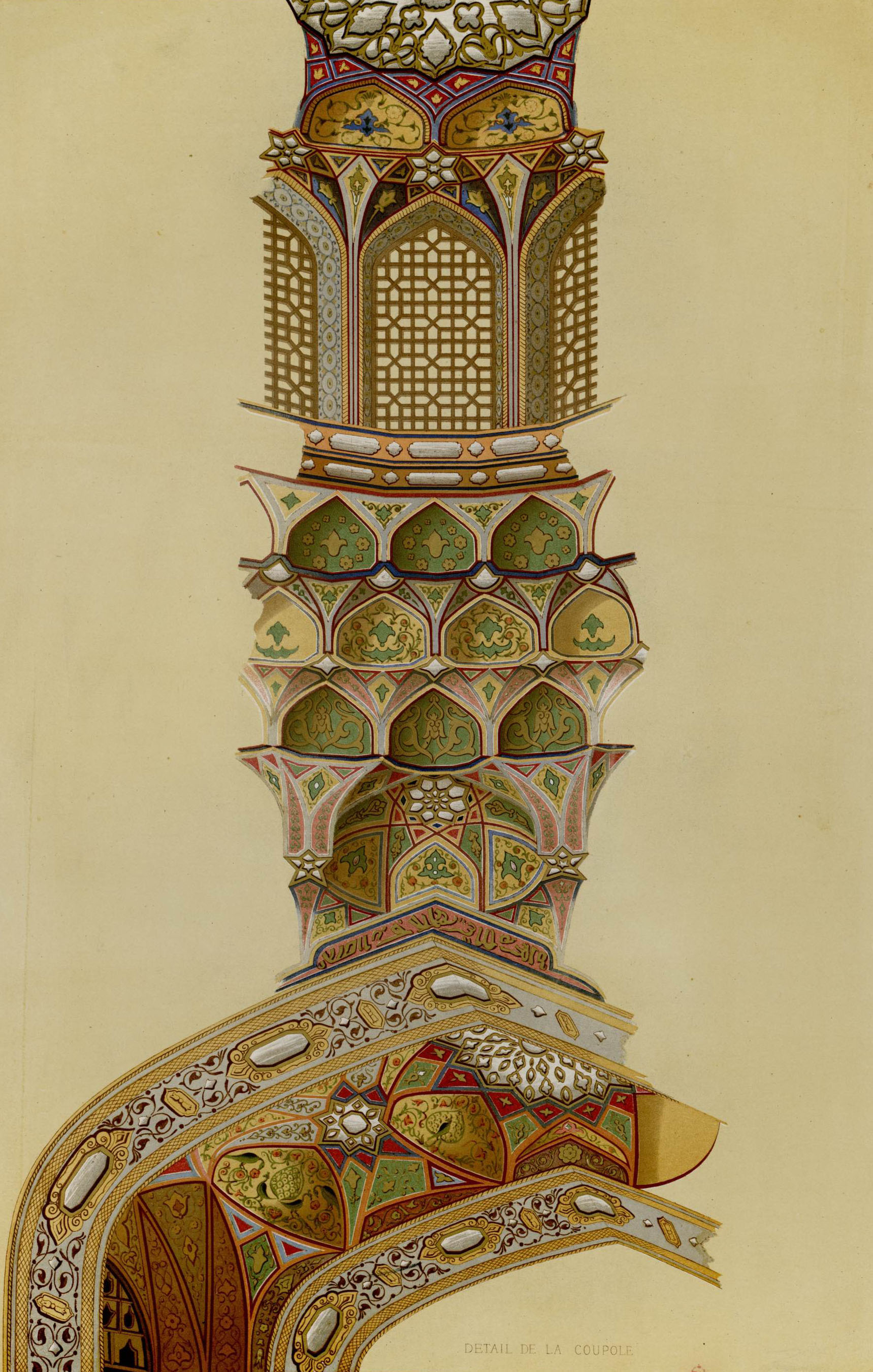
Detall de la cúpula amb òcul (dibuix de Pascal Coste, 1848)
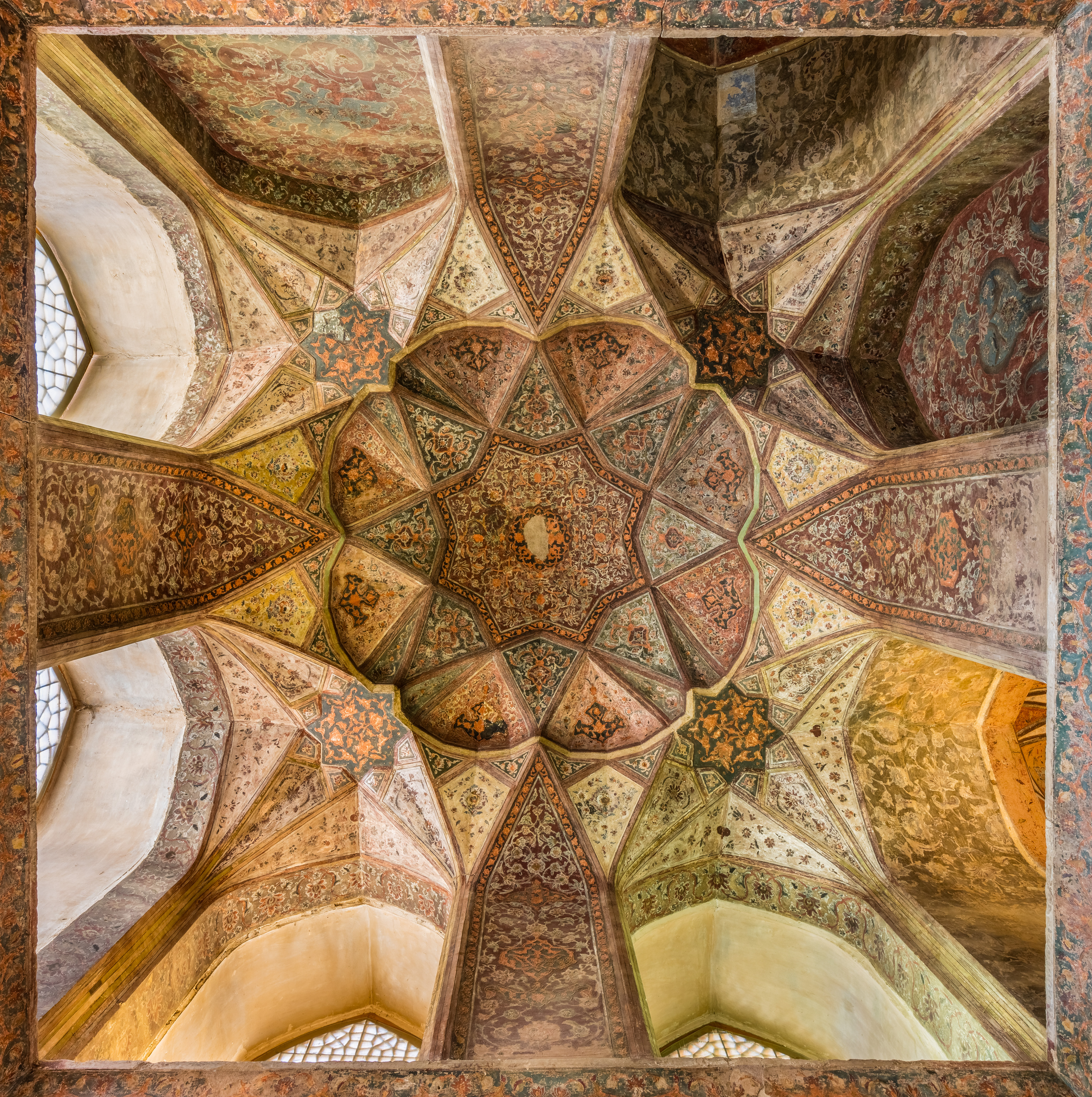
Sostre d'una altra habitació del palau
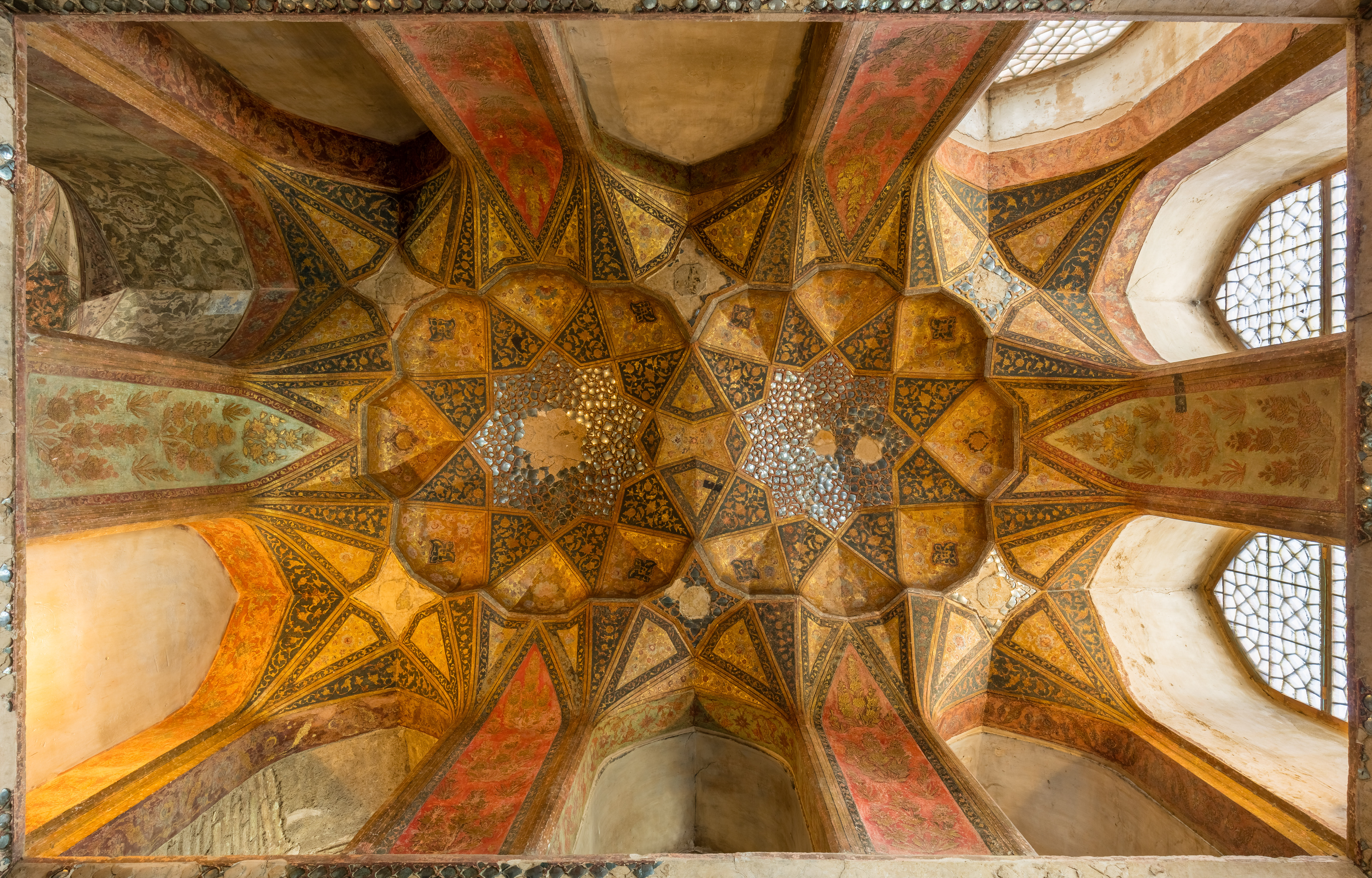
Sostre d'una altra habitació del palau
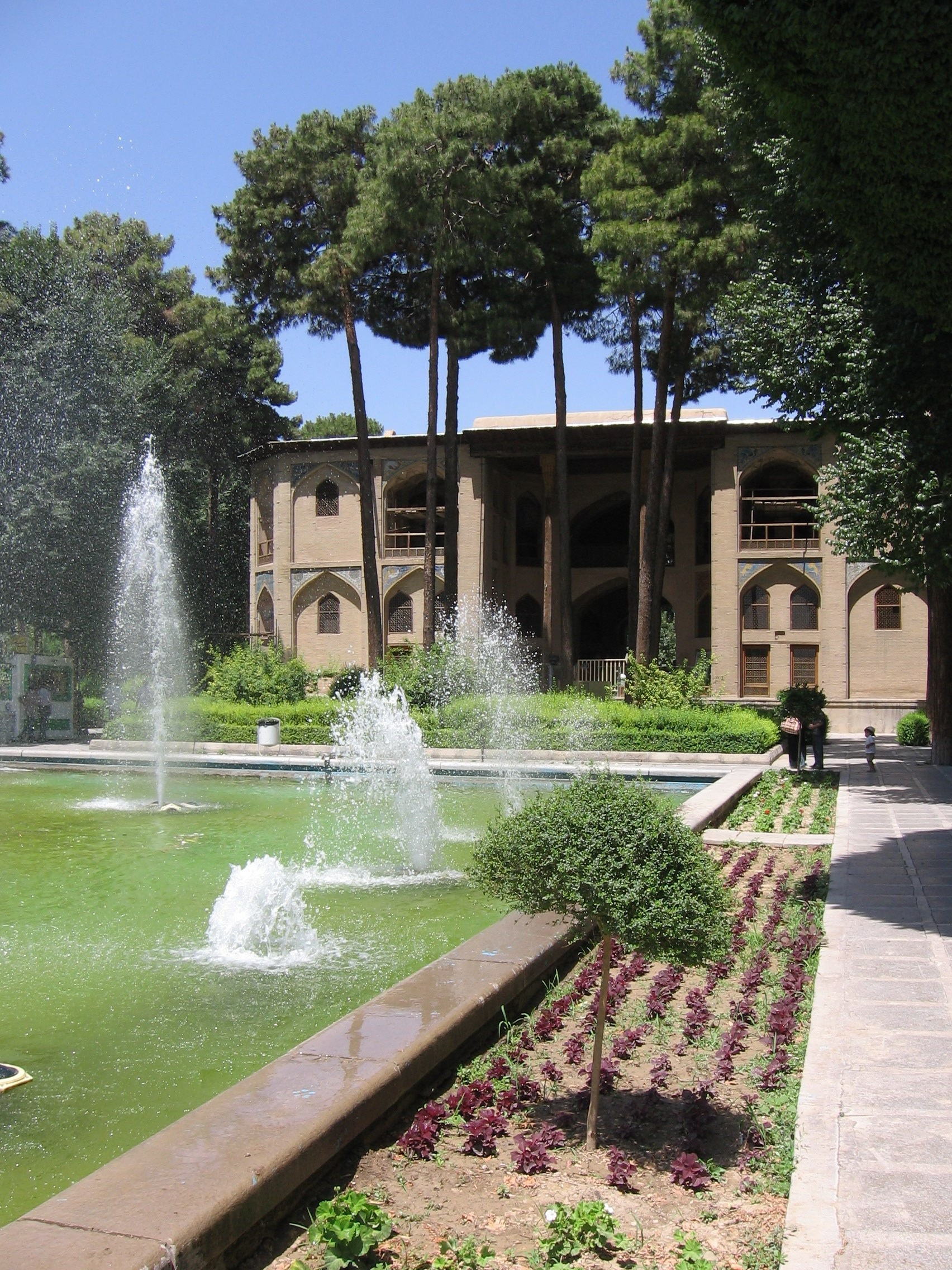
Vista del palau des del costat del jardí
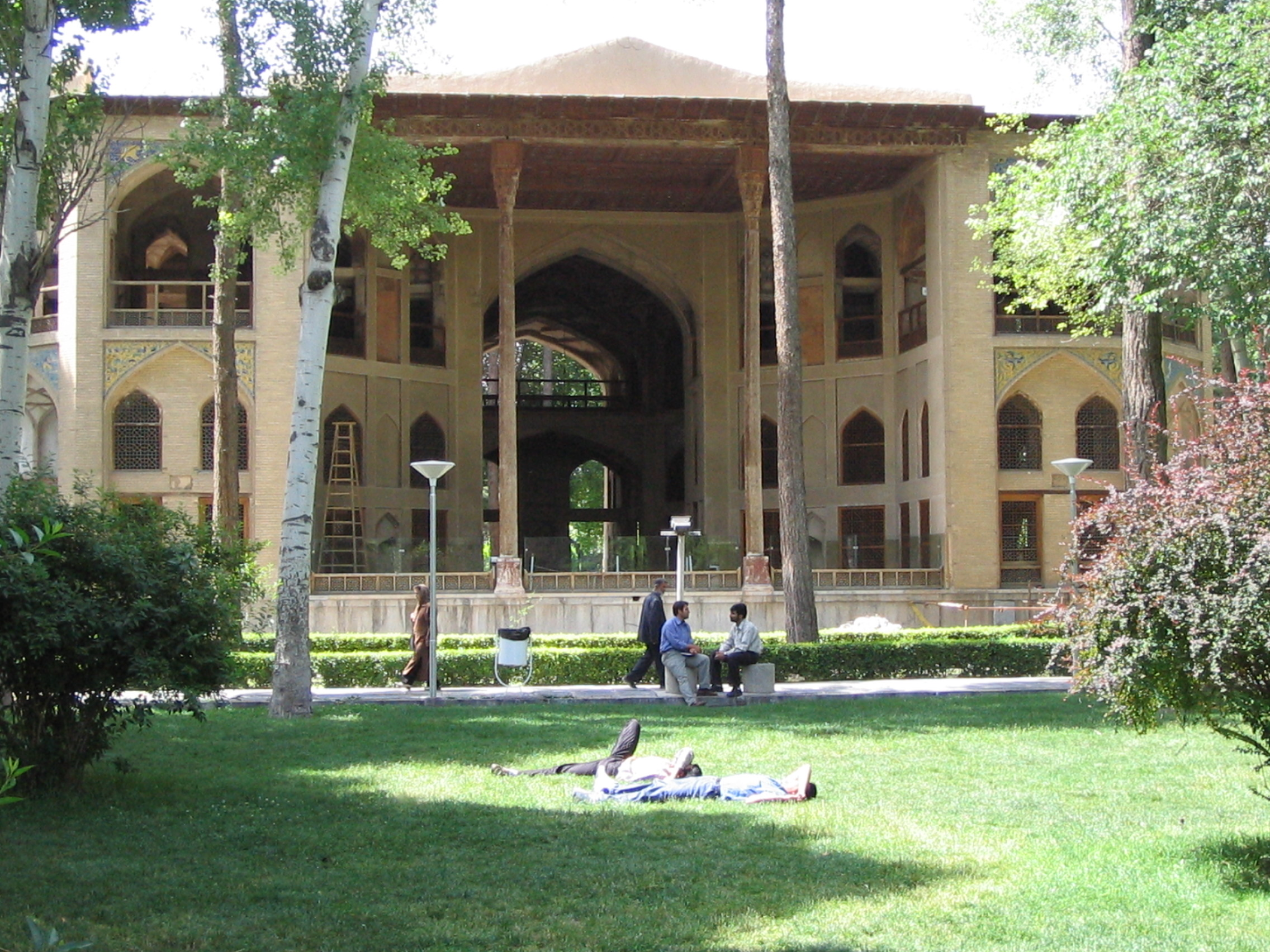
Façana posterior
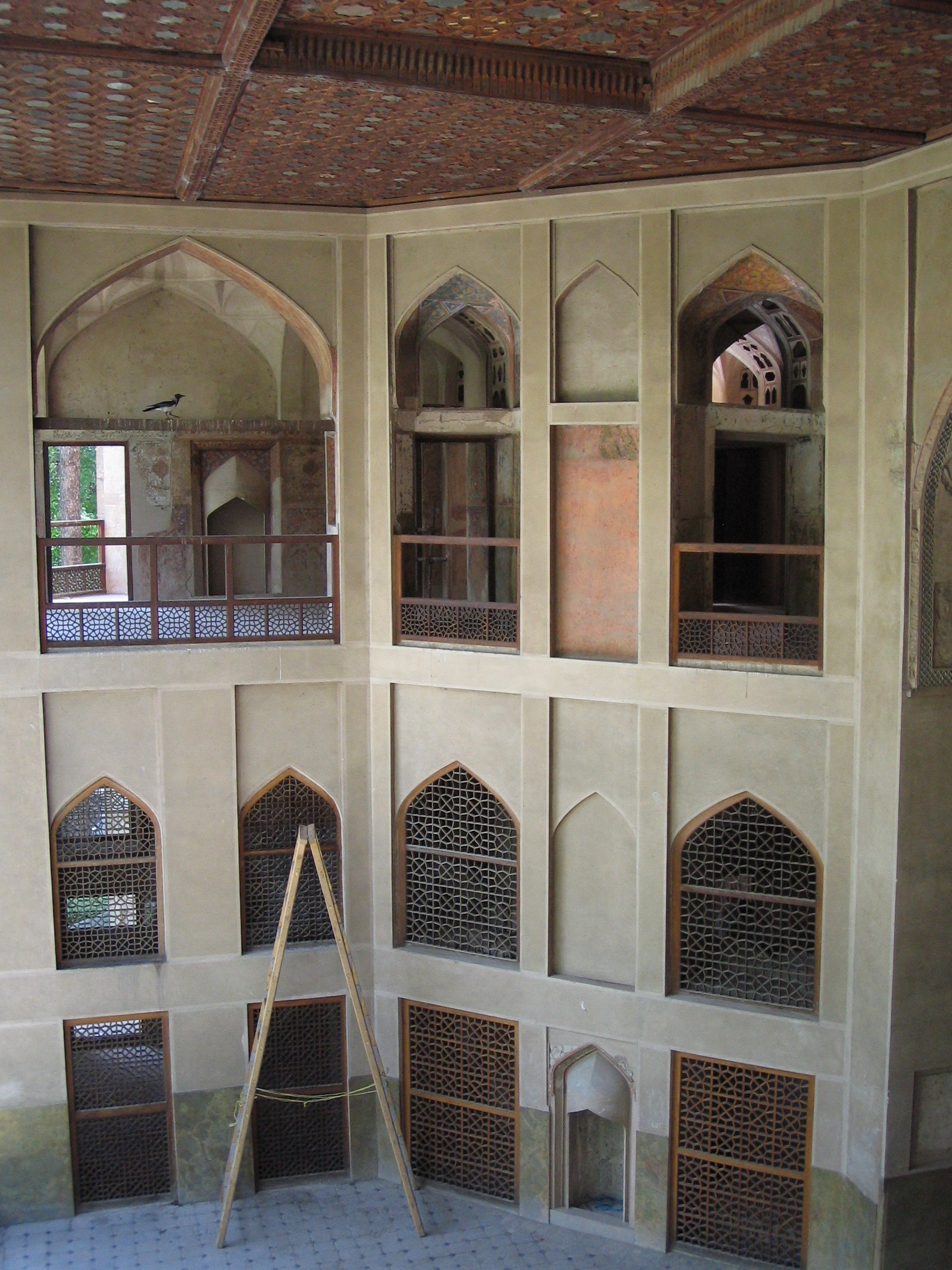
Porxo d'entrada
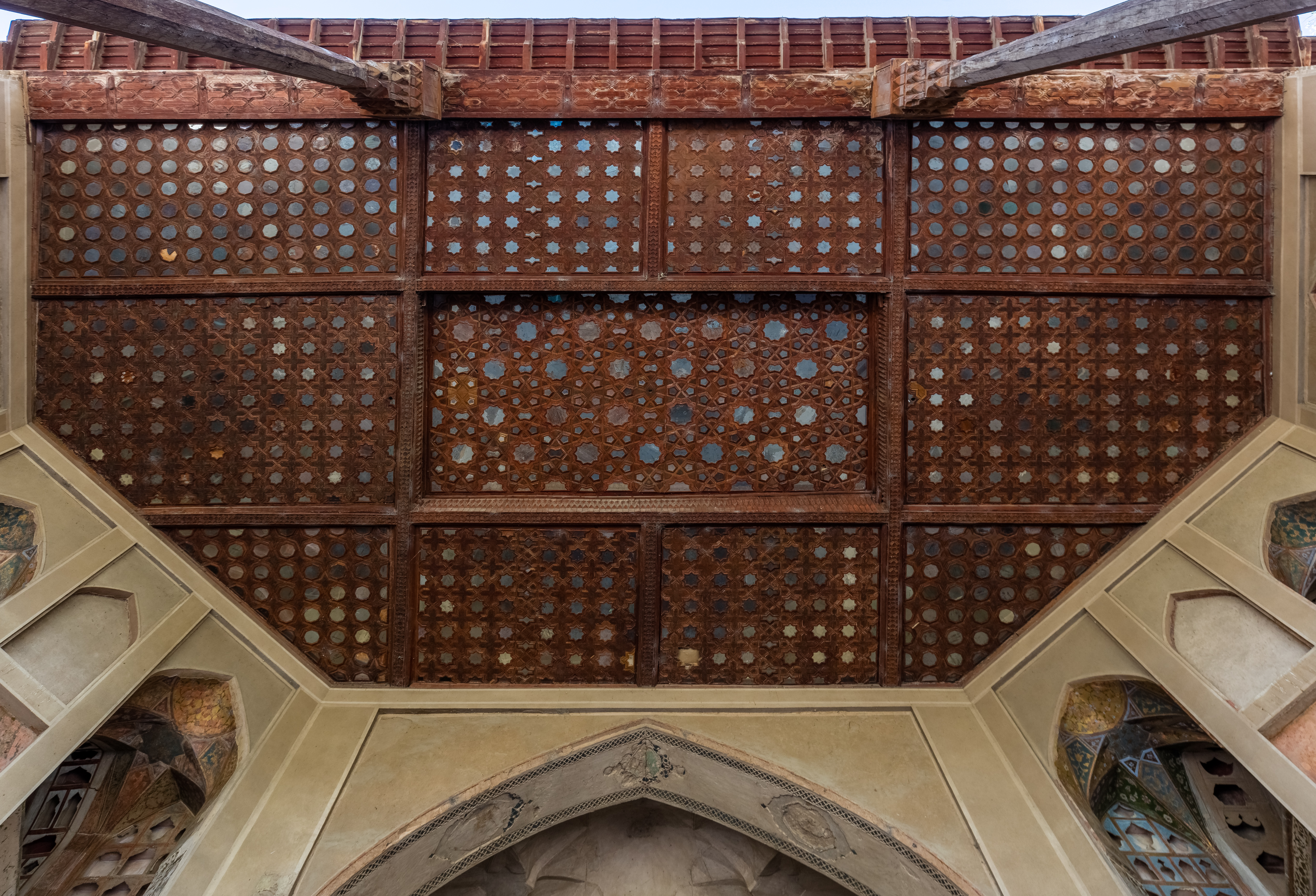
Enteixinat del porxo d'entrada, fusta tallada amb incrustacions de pedra
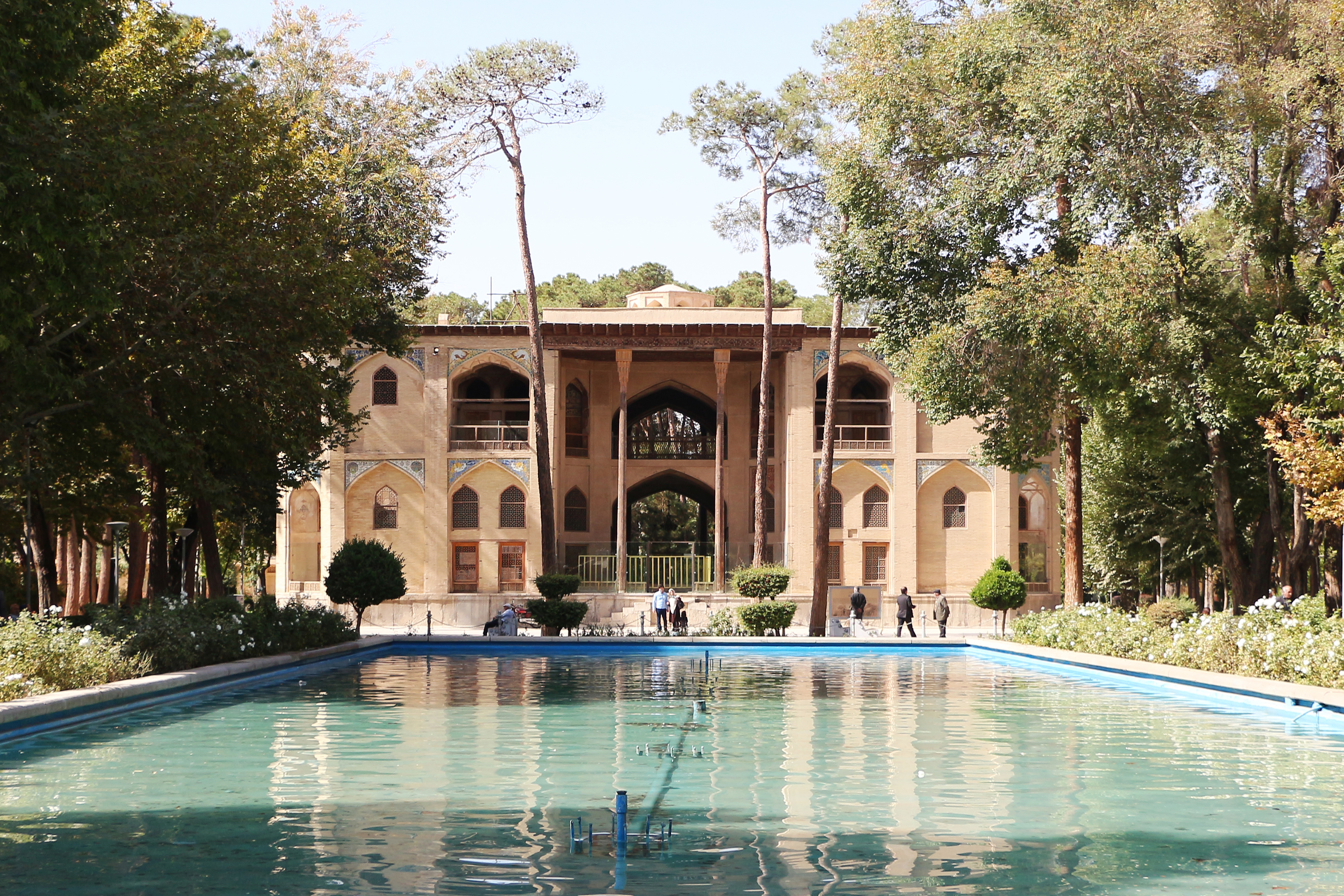
Palau i piscina
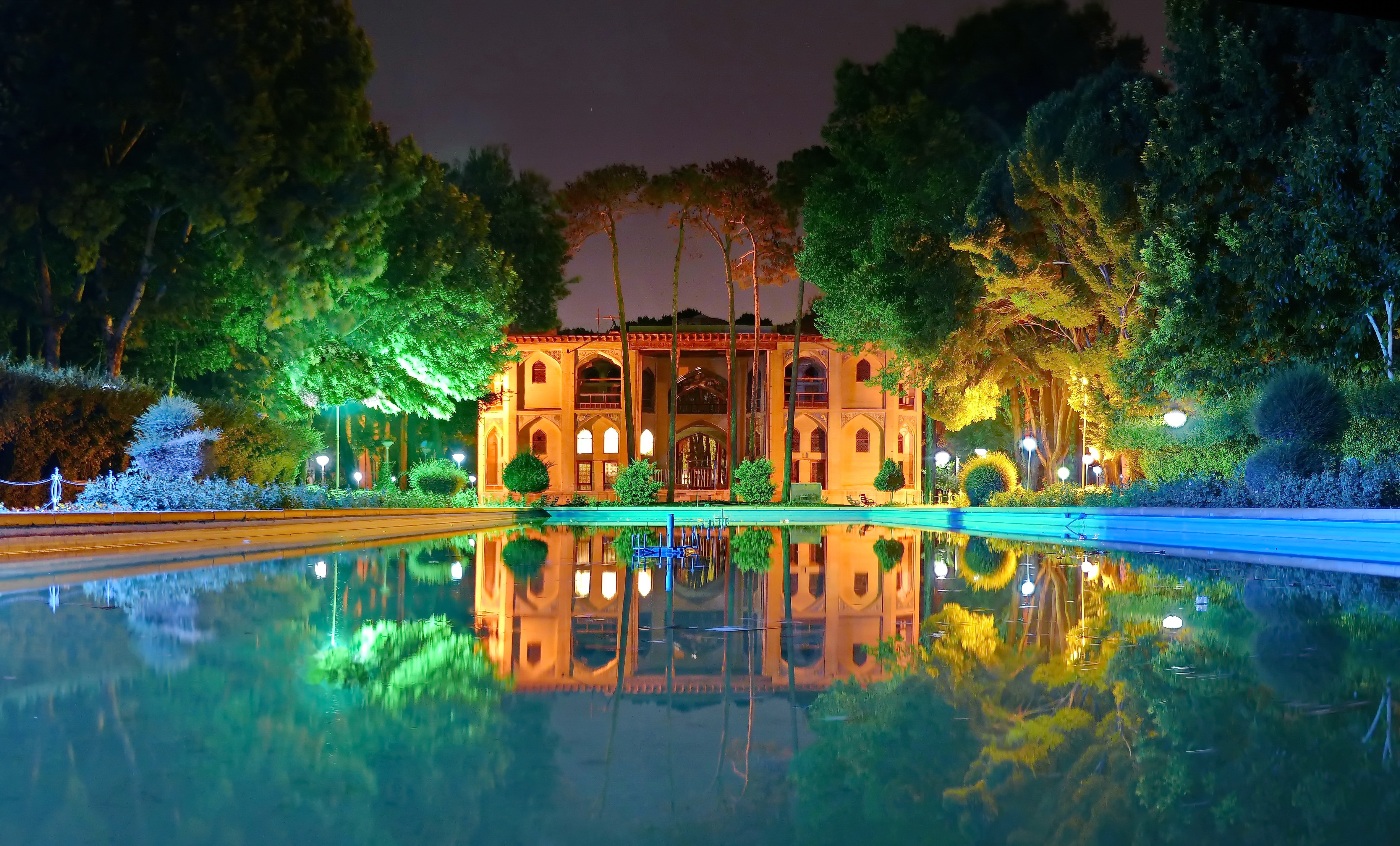
Palau i piscina, il·luminació nocturna